# Липницки, Джонатан
Джонатан Уильям Липницки (англ. Jonathan William Lipnicki; род. 22 октября 1990) — американский актёр. Наиболее известен по детским ролям в фильмах «Джерри Магуайер», «Стюарт Литтл» и «Как Майк».

## Биография
Родился в Уэстлейк-Виллидже (Калифорния) в семье еврейского происхождения, отец — Джозеф Липницки, мать — Ронда Липницки, в семье есть старшая дочь Алексис.
В 1996 году появился в фильме «Джерри Магуайер» в роли сына персонажа Рене Зеллвегер. Впоследствии снялся в фильмах «Одинокий парень», «Шоу Джека Фоксворта» и в эпизоде сериала «Лето наших надежд». В 1997 году снялся в ситкоме «Meego». В 1999 году появился в фильме «Стюарт Литтл», а в 2002 году — в его продолжении. В 2000 году сыграл главную роль в фильме «Маленький вампир».

## Фильмография
| Год       |    | Русское название    | Оригинальное название  | Роль                     |
| --------- | -- | ------------------- | ---------------------- | ------------------------ |
| 1996      | ф  | Джерри Магуайер     | Jerry Maguire          | Рей                      |
| 1996—1997 | с  | Шоу Джефа Фоксворта | The Jeff Foxwothy Show | Джастин                  |
| 1997—1997 | с  | Миго                | Meego                  | Алекс Паркер             |
| 1997      | ф  | Одинокий парень     | The Single Guy         | Ради                     |
| 1998      | ф  | Доктор Дулиттл      | Dr. Dolittle           | имя персонажа неизвестно |
| 1999      | ф  | Стюарт Литтл        | Stuart Little          | Джордж Литтл             |
| 2000      | с  | Лето наших надежд   | Dawson’s Creek         | Базз Томпсон             |
| 2000      | ф  | Вампирёныш          | The Little Vampire     | Тони                     |
| 2002      | ф  | Как Майк            | Like Mike              | Мёрф                     |
| 2002      | ф  | Стюарт Литтл 2      | Stuart Little 2        | Джордж Литтл             |
| 2005      | мс | Гриффины            | Family Guy             | Уэсли (в одном эпизоде)  |
| 2009      | с  | Детектив Монк       | Monk                   | Руди Смит                |
| 2015      | ф  | Ярлык               | Tag                    | Раш                      |
| 2015      | ф  |                     | Loserville             | Фрэнклин Хоуп            |
| 2016      | ф  | В центре внимания   | Limelight              | Роки                     |